# Buch Josua
| Nevi’im (Propheten) des Tanach                                                      |
| ----------------------------------------------------------------------------------- |
| Vordere Propheten                                                                   |
| - Buch Josua - Buch der Richter - Samuel (1. und 2. Buch) - Könige (1. und 2. Buch) |
| Hintere Propheten                                                                   |
| - Jesaja - Jeremia - Ezechiel - Zwölfprophetenbuch                                  |

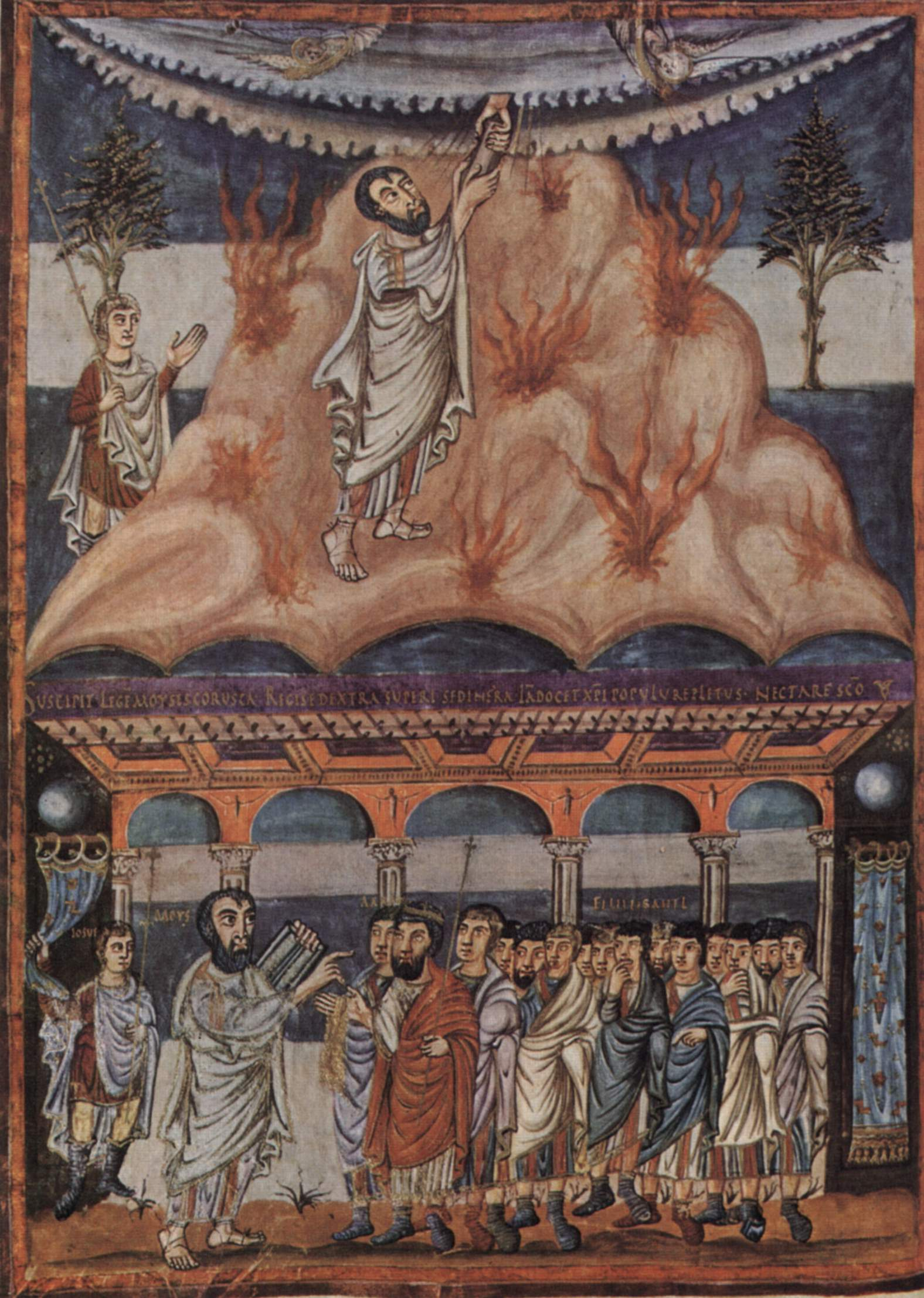
Josua als Mose Diener, oben: Mose empfängt auf dem Berg Sinai die 10 Gebote; links dahinter steht Josua (mit roter Tunika und weißem Mantel bekleidet); unten: Aaron (mit Krone und rotem Mantel) empfängt das Gesetz, karolingische Buchmalerei, um 840

Das Buch Josua, auch Jehoschua oder Joschua genannt (von hebr. יְהוֹשֻׁעַ, Jehoschua), ist das sechste Buch des Tanach und des Alten Testaments der christlichen Bibel. Es beschreibt die Eroberung und frühe Besiedlung Kanaans durch die israelitischen Stämme von der Zeit nach dem Tod Moses bis zum Tod Josuas. Seit dem Mittelalter wird es in 24 Kapitel unterteilt.

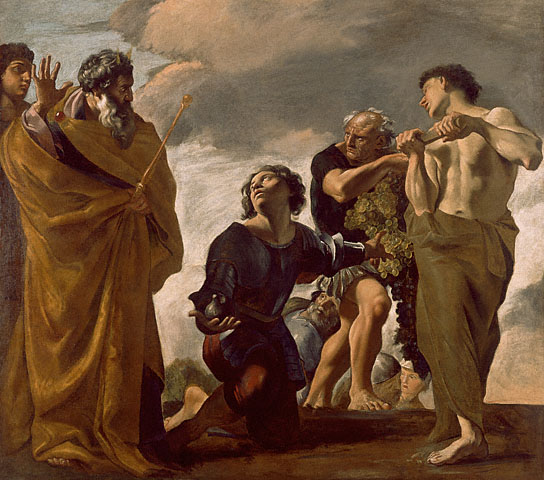
Moses empfängt die aus Kanaan zurückkehrenden Kundschafter, Giovanni Lanfranco, um 1620

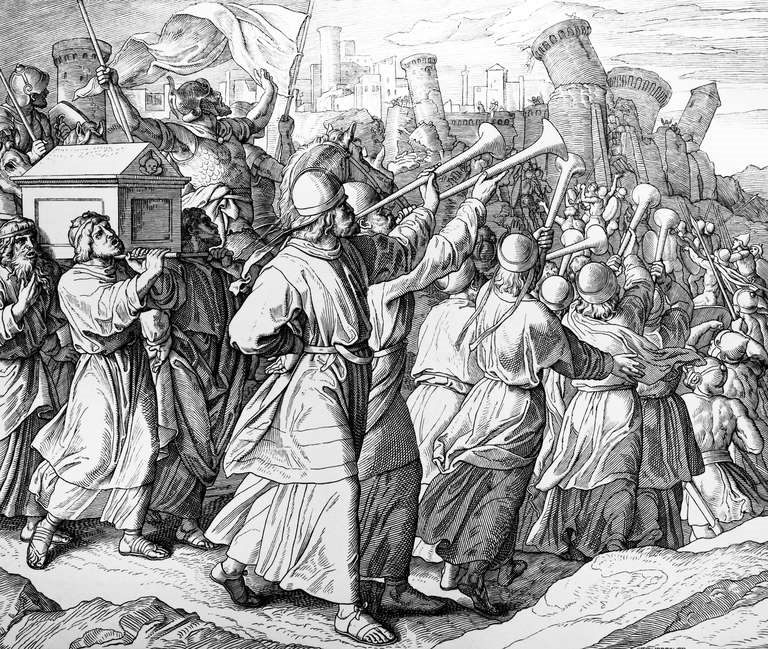
Die Posaunen von Jericho, Julius Schnorr von Carolsfeld, 19. J.h.

## Allgemeines
Das Buch Josua ist nach dem Ephraimiter Josua benannt, dem Sohn des Nun. Josua wird als Diener des Mose dargestellt, der später zu seinem Nachfolger und zum Heerführer ernannt wurde (Ex 33,11 ; Dtn 34,9 ; Jos 1,1f ). Der Verfasser ist namentlich unbekannt, steht aber in enger Verbindung zur Tora. Die Tora wird ausdrücklich erwähnt in Jos 1,8  Jos 8,31 , Jos 8,34 , Jos 23,6  und deren theologische Konzeption weitergeführt. Die Verbindung ist so eng, dass einige Forscher Tora und Josuabuch zum Hexateuch zusammenfassen. Das Josuabuch schließt unmittelbar an die Erzählung der Tora an und berichtet den Einzug in das Gelobte Land, das Ende der Wüstenwanderung und die Aufteilung des Landes auf die Stämme. Das Buch deutet sogar die Fortsetzung der Tora durch Josua in Jos 24,26  an.

## Komposition und Inhaltliches

Grobgliederung mit Hervorhebung wichtiger Kapitel und Verse

### Allgemeines
Das Buch Josua besteht aus drei Hauptteilen.
Die Kapitel 1–12 beschreiben die Überquerung des Jordans und Eroberung des Westjordanlandes durch die Israeliten. In diesen Kapiteln sind mehrere ätiologische Sagen enthalten, welche an der Schlussformulierung „bis auf diesen Tag“ erkennbar sind; diese Sagen behandeln folgende Themen:
- die Erklärung der zwölf Steine im Jordan bei Gilgal 4,9 EU,
- der Ort Gilgal und warum es ein Heiligtum ist 5,9.15 EU,
- die Zugehörigkeit der Sippe Rahabs zum Volk Israel 6,25 EU,
- ein Steinhaufen, das Grab Achans im Tal Acho bei Jericho 7,26 EU,
- die Erklärung des Steinhaufen Namens Ai 8,28 EU,
- ein Steinhaufen an der Stelle des Tores von Ai 8,29 EU,
- Gibeoniter als Holzhauer und Wasserschöpfer an einem israelitischen Heiligtum 9,27 EU,
- Steine vor dem Eingang einer Höhle bei Makkeda 10,27 EU.

In 10,28–29  erfolgt eine Aufzählung der eroberten Gebiete und in Kapitel 12 eine Aufzählung der geschlagenen Könige.
Der zweite Teil (Kapitel 13–21) beschreibt detailliert die Verteilung des Landes auf die zwölf Stämme Israels. Die vielfältigen Angaben lassen sich anhand weiterer Belege als historisch zuverlässige Beschreibung der Siedlungsgebiete der einzelnen Stämme erkennen, die jedoch teilweise aus späterer Zeit sind. Die Wüstenwanderung hat somit ihr Ziel erreicht mit dem „Land, darin Milch und Honig fließen“. Alle Stämme, Sippen und Familien bekommen ihren Teil an dem Land, auch die Leviten, die keinen eigenen Landbesitz haben, bekommen ihre Wohnstätte zugewiesen.
Den Schluss bilden in Kapitel 22  die Rückkehr der Männer der Oststämme zu ihren Stammesgebieten sowie in den Kapiteln 23  und 24  ausführliche Reden Josuas und die Erneuerung des Bundes zu Sichem.

### Schwerpunkte einzelner Kapitel

#### Jos 10

##### Exposition (V. 1–5) und Zuspitzung (V. 6–7)
Zunächst wird rückblickend erwähnt, dass Josua Ai und Jericho mit dem Bann belegte (V. 1). Gebanntes spielt in der Adonai-Kriege-Tradition eine wichtige Rolle: Dahinter steckt die Vorstellung, dass die zu bekämpfenden Städte für Adonai gebannt sind, also ihm gehören (vgl. Jos 6,17).
Gibeon spielt eine Schlüsselrolle in dem Kapitel. Andernorts ist sie die Stadt Sauls schlechthin. Von Gibeon werden Boten nach Gilgal (Lager der Israeliten) geschickt, weil zuvor Gibeon mit den Israeliten ein Friedensbündnis geschlossen hat. Im Kriegsfall wird nun um Unterstützung des Bundespartners gebeten (V. 6), worauf sich Josua auch einlässt (V. 7).

##### Die Schlacht von Gibeon (V. 8–15)
In V. 8 spricht Adonai explizit zu Josua. Josua befiehlt einen Nachtmarsch bergauf durch unwegsames Gelände. Die Feinde werden in Gottesschrecken versetzt, was traditionsgeschichtlich aus der Exodus- und Davidtradition kommt (vgl. Ex 14,24; Ps 18,8.15 – in Ps 18 mit kosmischen Ereignissen wie Erdbeben usw. verbunden). In V. 10 ist Adonai aus grammatischen Gründen (letztgenanntes Subjekt) das Subjekt des Schlagens (also: Adonai schlägt sie), was in Spannung zu V. 40 steht, in dem Josua explizit zum Subjekt des Schlagens gemacht wird. Durch den von Gott geschickten Hagel sterben mehr als durch das Schwert der Israeliten (Hagelschlacht von Aseka). Als Siegeslied werden Sonne und Mond besungen (V.12f), was weder inhaltlich noch geografisch stimmig ist, sondern eher an das Tempelweihgebet (1Kön 8,12) erinnert. Zum Abschluss dieses Abschnitts wird nochmals betont, dass Adonai für Israel kämpft (V. 14).
Josua 10:10-14 berichtet ausführlich von einem Stillstand oder einem Pausieren (Verlust der Leuchtkraft) von Sonne und Mond anlässlich der Schlacht. Zwei unabhängig voneinander publizierte astronomische Berechnungen identifizieren dieses Ereignis mit der ringförmigen Sonnenfinsternis vom 30. Oktober 1207 vor Christus. Es wäre demnach die älteste von Menschen dokumentierte Finsternis.

##### Die Höhle Makkeda (V. 16–27)
In V. 16 fliehen die fünf Könige, die eigentlich schon in V. 11 geflohen sind, weswegen es hier um etwas Neues zu gehen scheint: dass Adonai die Feinde in Israels Hände gibt (V. 19), was das Versprechen Adonais aus V. 8 aufgreift. Auffällig ist darüber hinaus die unterschiedliche Bezeichnung des Volkes. In V. 21 heißt es hebr. haam, wobei es im Siegeslied als goj bezeichnet wurde (V. 13). „Alle Feinde“ aus V. 25 erinnert wieder an „alle Feinde“ aus Ps 18,1.

##### Weiteres
- Die Eroberung der Schefela (V. 28–39)
- Erster Buchschluss (V. 40–42)

Entscheidend ist, dass in der ganzen Erzählung Josua Jerusalem nicht schlägt, weil das literarisch David vorbehalten ist. Bei jeder Eroberungserzählung wird das gänzliche Auslöschen beschrieben („alles, was lebt/Odem hat“, V. 40), um im Rahmen des Bann-Konzeptes zu bleiben. Insgesamt gesehen hat Josua Juda erobert. Die ausführliche Beschreibung der Eroberung Gibeons hängt damit zusammen, dass Gibeon pars pro toto für die Expansion in das Nordreich-Gebiet steht.

## Name
In der Septuaginta, der griechischen Übersetzung der hebräischen Bibel, wird der Name Jehoschua von aramäisch Jeschua/Jeschu als Jesus (Ἰησοῦς, Iesous) transliteriert.